# Курт Шреклинг
Курт Шреклинг (родился в 1939 году) — немецкий изобретатель, впервые создавший в домашних условиях турбореактивный двигатель для радиоуправляемых моделей самолетов. Так же является астрономом-любителем, специализирующимся на оптических измерениях. Астероид 489603 Kurtschreckling назван в честь него.

## Карьера
Его первый двигатель был построен с использованием ручного инструмента и имел деревянный компрессор и турбину из изогнутого металла. Он был установлен на радиоуправляемую модель, которая успешно летала с ним. Как моделист он выиграл множество соревнований. Так же продолжал свои изыскания и писал об этом книги.

## Публикации
- Schreckling, Kurt. Gas Turbine Engines for Model Aircraft (неопр.). — Traplet Publications, 1994. — ISBN 0-9510589-1-6.
- Schreckling, Kurt. The Model Turbo-Prop Engine for Home Construction (англ.). — Traplet Publications, 2000. — ISBN 190037126X.
- Schreckling, Kurt. Home Built Model Turbines (неопр.). — 2005. — ISBN 1900371375.